# Азиатско-Тихоокеанская кинопремия
Азиатско-Тихоокеанская кинопремия  (APSA) (англ. Asia Pacific Screen Awards) — ежегодная премия Киноакадемии стран Азиатско-Тихоокеанского региона, учреждённая в 2007 году. 
Штаб-квартира киноакадемии находится в городе Брисбене, городской совет которого выступил с международной культурной инициативой по созданию премии, призванной награждать и продвигать фильмы, актёров, режиссёров и культуру Азиатско-Тихоокеанского региона для мировой аудитории и реализовать цели ЮНЕСКО по продвижению и сохранению национальных культур средствами кино.
APSA сотрудничает с ЮНЕСКО и FIAPF. Победители определяются международным жюри, фильмы оцениваются по кинематографическому мастерству и тому, как в них сохраняются национальные культурные корни.
APSA представляет работы кинематографистов более чем 70 стран и регионов Азиатско-Тихоокеанского бассейна.
Все номинанты на премию автоматически вводятся в состав Азиатско-Тихоокеанской Киноакадемии.
Президентом Академии стран Азиатско-Тихоокеанского региона является актёр Джек Томпсон.

## Номинации
Отбор Азиатско-Тихоокеанской киноакадемии происходит в три этапа:
— на первом этапе киноорганизации из стран Азии и Тихоокеанского региона подают заявки на участие в конкурсе APSA, например, Ассоциация продюсеров Китая, индийская Кинофедерация, Центр национальной кинематографии (Грузия), но чаще всего это кинофестивали ‒ Гонконгский, Дубайский, Ханойский, кинофестиваль «Евразия» (Казахстан). Отборщики и менеджеры Азиатско-Тихоокеанской академии отслеживают фильмы-участники и победителей кинофестивалей. Далее экспертная комиссия формирует лонг-лист фильмов-участников конкурса APSA;  
— на втором этапе создается международный совет из 6-7 кинокритиков по определению номинантов, которые в течение трех месяцев отсматривают эти фильмы. В конце сентября совет собирается в штаб-квартире киноакадемии и путём обсуждения и голосования выбирает пять номинантов в каждой категории;
— третий этап — выбор победителей, для которого каждый год формируется новое жюри из известных кинематографистов Азии и Тихоокеанского региона. Жюри приглашается в Брисбен за десять до церемонии, и оно смотрит фильмы-номинанты, из которых выбираются победители.
Призы вручаются за следующие достижения:
- Лучший полнометражный фильм
- Лучший полнометражный анимационный фильм
- Лучший документальный фильм
- Лучший детский художественный фильм
- Достижения в режиссуре
- Лучший сценарий
- Достижения в кинематографии (лучшая кинооператорская работа)
- Лучшее выступление

До 15-й церемонии (2022) вместо единой номинации «Лучшее выступление» награда выдавалась в двух отдельных нрминациях — «Лучший актёр» и «Лучшая актриса».
Кроме того, специальные награды вручаются за выдающиеся достижения:
- Премия FIAPF: Международная федерация ассоциаций Кинопроизводителей (FIAPF) определяет лауреата премии за выдающиеся достижения в кино в Азиатско-Тихоокеанском регионе.
- Премия за культурное разнообразие под патронажем ЮНЕСКО: премия Организации Объединенных Наций по вопросам образования, науки и культуры (ЮНЕСКО) присуждается за выдающийся вклад в поощрение и сохранение культурного разнообразия посредством кино.
- Главный приз жюри: жюри премии Asia Pacific Screen Awards может по своему усмотрению представить дополнительную награду.
- Премия APSA Young Cinema Award, представленная NETPAC (сеть для продвижения Азиатского кино) для поощрения молодых талантов Азиатско-Тихоокеанского региона.

## Основные награды
| Год      | Лучший полнометражный фильм | Достижения в режиссуре                             | Лучший актер                                      | Лучшая актриса                        | Лучший сценарий                                                  |
| 2007 1я  | Secret Sunshine             | Rakhshan Bani-E'temad, Mohsen Abdolvahab Mainline  | Mehrdad Seddiqian The Night Bus                   | Чон До Ён Secret Sunshine             | Feroz Abbas Khan Gandhi, My Father                               |
| 2008 2я  | Тюльпан                     | Нури Бильге Джейлан Три обезьяны                   | Reza Naji Песня воробьёв                          | Хиам Аббасс Lemon Tree                | Eran Riklis, Suha Arraf Lemon Tree                               |
| 2009 3я  | Самсон и Далила             | Lu Chuan Город жизни и смерти                      | Масахиро Мотоки Ушедшие                           | Kim Hye-ja Мать                       | Асгар Фархади История Элли                                       |
| 2010 4я  | Землетрясение               | Ли Чхан Дон Поэзия                                 | Чэнь Даомин Землетрясение                         | Yoon Jeong-hee Поэзия                 | Самуэль Маоз Ливан                                               |
| 2011 5я  | Развод Надера и Симин       | Нури Бильге Джейлан Однажды в Анатолии             | ' Wang Baoqiang Mr. Tree                          | Надежда Маркина Елена                 | Денис Осокин Овсянки                                             |
| 2012 6я  | Beyond the Hill             | Брильянте Мендоса Thy Womb                         | Чхве Мин Сик Nameless Gangster: Rules of the Time | Нора Аунор Thy Womb                   | Reis Çelik Night of Silence                                      |
| 2013 7я  | Омар                        | Anthony Chen Илоило                                | Ли Бён Хон Masquerade                             | Чжан Цзыи Великий мастер              | Ritesh Batra Ланчбокс                                            |
| 2014 8я  | Левиафан                    | Нури Бильге Джейлан Зимняя спячка                  | Клифф Кёртис The Dark Horse                       | Lü Zhong Red Amnesia                  | Nima Javidi Melbourne                                            |
| 2015 9я  | Кладбище великолепия        | Алексей Герман-младший Под электрическими облаками | Jung Jae-young Right Now, Wrong Then              | Kirin Kiki Sweet Bean                 | Senem Tüzen Motherland                                           |
| 2016 10я | Холод Каландара             | Фэн Сяоган I Am Not Madame Bovary                  | Manoj Bajpayee Aligarh                            | Hasmine Killip Ordinary People        | Ryusuke Hamaguchi, Tadashi Nohara, Tomoyuki Takahashi Happy Hour |
| 2017 11я | Сладостный край             | Андрей Звягинцев Нелюбовь                          | Rajkummar Rao Newton                              | Nato Murvanidze Scary Mother          | Amit Masurkar, Mayank Tewari Newton                              |
| 2018 12я | Магазинные воришки          | Надин Лабаки Капернаум                             | Навазуддин Сиддикуи Manto                         | Чжао Тао Ash Is Purest White          | Dan Kleinman, Sameh Zoabi Tel Aviv on Fire                       |
| 2019 13я | Паразиты                    | Адильхан Ержанов Чёрный, чёрный человек            | Manoj Bajpayee Bhonsle                            | Maxene Eigenmann Verdict              | Кантемир Балагов, Александр Терехов Дылда                        |
| 2021 14я | Сядь за руль моей машины    | Асгар Фархади Герой                                | Мераб Нинидзе Дело                                | Azmeri Haque Badhon Рехана Марьям Нур | Рюсукэ Хамагути, Такамаса Оэ Сядь за руль моей машины            |
| 2022 15я | Раньше, сейчас и потом      | Дэйви Чоу Возвращение в Сеул                       |                                                   |                                       | Макбул Мубарак Автобиография                                     |
| 2023 16я | Идеальные дни               | Селин Сон Прошлые жизни                            |                                                   |                                       |                                                                  |